# Bickford
Bickford – wieś w Anglii, w hrabstwie Staffordshire. Leży 11 km na południe od miasta Stafford i 194 km na północny zachód od Londynu.